# Tour della nazionale maschile di rugby a 15 delle Tonga 1974
Il successo con l'Australia dell'anno prima, permette alla nazionale tongana di rugby a 15 di recarsi in Tour in  Europa affrontando delle selezioni semi-ufficiali ed in Canada.
| Edimburgo 28 settembre 1974 | Scozia XV | 44 – 8 | Tonga | Murrayfield |

| Cardiff 19 ottobre 1974 | Galles XV | 26 – 7 | Tonga | Arms Park |

| Vancouver 25 ottobre 1974 | Canada | 14 – 40 | Tonga |  |